# 5. Nemzetközi Matematikai Diákolimpia
A 5. Nemzetközi Matematikai Diákolimpiát (1963) Lengyelországban, Wrocławban rendezték. Nyolc ország hatvannégy versenyzője vett részt rajta. Magyarország öt ezüst-, három bronzérmet szerzett, összpontszámával pedig 2. lett az országok között. 
(Az elérhető maximális pontszám: 8×40=320 pont volt)

## Országok eredményei pont szerint
|    | Ország        | Pont | Arany | Ezüst | Bronz |
| -- | ------------- | ---- | ----- | ----- | ----- |
| 1. | Szovjetunió   | 271  | 4     | 3     | 1     |
| 2. | Magyarország  | 234  | 0     | 5     | 3     |
| 3. | Románia       | 191  | 1     | 1     | 3     |
| 3. | Jugoszlávia   | 162  | 1     | 2     | 1     |
| 5. | Csehszlovákia | 151  | 1     | 0     | 1     |
| 6. | Bulgária      | 145  | 0     | 0     | 3     |
| 7. | NDK           | 140  | 0     | 0     | 3     |
| 8. | Lengyelország | 134  | 0     | 0     | 2     |

## A magyar csapat
A magyar csapat tagjai voltak:
| Név                 | Évfolyam | Iskola                                     | Város           | Díj   |
| ------------------- | -------- | ------------------------------------------ | --------------- | ----- |
| Fazekas Patrik      | IV. o.   | Kossuth Lajos Gimnázium                    | Mosonmagyaróvár | Ezüst |
| Gerencsér László    | III. o.  | II. Rákóczi Ferenc Gimnázium               | Budapest        | Ezüst |
| Lovász László       | I. o.    | Fazekas Mihály Fővárosi Gyakorló Gimnázium | Budapest        | Ezüst |
| Pelikán József      | I. o.    | Fazekas Mihály Fővárosi Gyakorló Gimnázium | Budapest        | Ezüst |
| Szidarovszky Ferenc | IV. o.   | Fazekas Mihály Fővárosi Gyakorló Gimnázium | Budapest        | Ezüst |
| Corradi Gábor       | III. o.  | Szt. Benedek-rendi Czuczor Gergely Gimn.   | Győr            | Bronz |
| Makai Endre         | II. o.   | Eötvös József Gimnázium                    | Budapest        | Bronz |
| Máté Attila         | IV. o.   | Radnóti Miklós Gimnázium                   | Szeged          | Bronz |

A csapat vezetője Hódi Endre volt.